# Jud Tylor

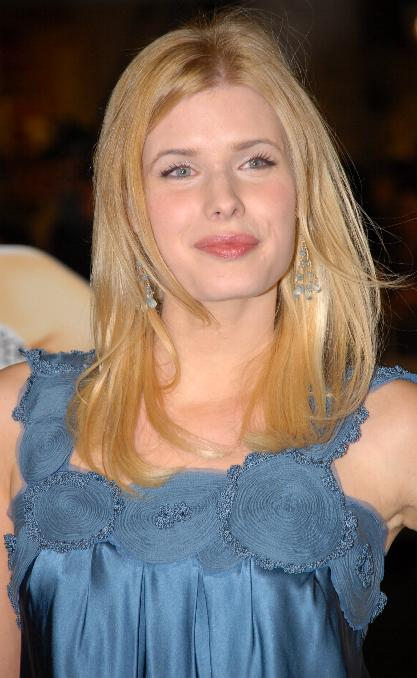
Jud Tylor

Jud Tylor (* 24. März 1979 in Vancouver; gebürtig Judy Tylor) ist eine kanadische Schauspielerin.

## Leben und Leistungen
Tylor debütierte in einer Folge der US-amerikanisch-kanadischen Science-Fiction-Fernsehserie Viper aus dem Jahr 1999. Im Fernsehthriller Countdown ins Chaos (1999) spielte sie eine kleine Nebenrolle, in der kanadisch-amerikanischen Fernsehkomödie Ein Engel auf Glatteis (2000) übernahm sie eine der größeren Rollen. Im Jahr 2001 war sie dreimal in der Fernsehserie Seven Days – Das Tor zur Zeit zu sehen, viel häufiger trat sie 2001 in der Fernsehserie Edgemont auf. Eine der größeren Rollen spielte sie in der Komödie Home of Phobia (2004), die ihre Premiere auf dem Sundance Film Festival hatte und im August 2007 in ausgewählte Kinos der USA kam. In den Jahren 2005 und 2006 folgten Auftritte in der Fernsehserie Die wilden Siebziger.
In der Independent-Komödie What Love Is (2007) spielte Tylor an der Seite von Cuba Gooding junior, Anne Heche und Gina Gershon. Das Filmdrama Der Krieg des Charlie Wilson, in dem sie neben Tom Hanks und Julia Roberts spielte, wurde Ende des Jahres 2007 veröffentlicht.

## Filmografie (Auswahl)
- 1999: Viper (Fernsehserie, Folge 4x16)
- 1999: Countdown ins Chaos (Y2K)
- 2000: Ein Engel auf Glatteis (Ice Angel)
- 2000: My 5 Wives
- 2001: Suddenly Naked
- 2001: Seven Days – Das Tor zur Zeit (Seven Days, Fernsehserie, 3 Folgen)
- 2001: Edgemont (Fernsehserie, 17 Folgen)
- 2003: Behind the Camera: The Unauthorized Story of 'Three's Company' (Fernsehfilm)
- 2004: Home of Phobia
- 2005–2006: Die wilden Siebziger (That ’70s Show, Fernsehserie, 8 Folgen)
- 2006: Ghost Whisperer – Stimmen aus dem Jenseits (Ghost Whisperer, Fernsehserie, Folge 2x09)
- 2007: Dash 4 Cash
- 2007: What Love Is
- 2007: 7eventy 5ive
- 2007: Der Krieg des Charlie Wilson (Charlie Wilson’s War)
- 2007: Two and a Half Men (Fernsehserie, Folge 5x03)
- 2011: Carnal Innocence (Fernsehfilm)
- 2012: Beautiful People (Fernsehfilm)
- 2013: The Exes (Fernsehserie, Folge 3x10)
- 2012: Good God (Fernsehserie, 9 Folgen)
- 2013: Defending Santa (Fernsehfilm)
- 2014: The Mentalist (Fernsehserie, Folge 6x17)
- 2014: Navy CIS: L.A. (NCIS: Los Angeles, Fernsehserie, Folge 5x24)
- 2014: Supernatural (Fernsehserie, 2 Folgen)
- 2016: A Boy Called Po
- 2020: The Party Planner (Fernsehfilm)
- 2020: Magic Max
- 2021: Cult Cartel
- 2023: CSI: Vegas (Fernsehserie, Folge 2x13)
- 2023: Red, White and Blue (Kurzfilm)